# تاريخ المال

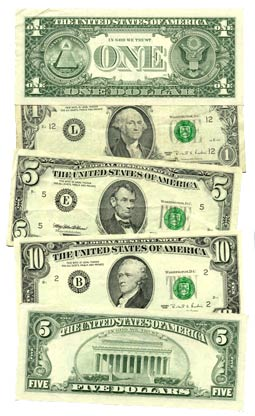
أوراق نقدية

تاريخ المال يعود إلى أكثر من 3000 عام، حيث يتعلق خلال هذه الفترة بتطور وسائل تنفيذ المعاملات التي تتطلب تبادل وسيط مادي. والمال هو أي شيء محدد للقيمة مقبولة عموماً كثمن للسلع والخدمات أو كسداد للديون داخل السوق أو ما يعتبر عملة قانونية داخل البلاد.
تم استخدام الكثير من الأشياء كوسيط للتبادل في الأسواق منها، على سبيل المثال، الماشية وزكائب الحبوب (والتي اشتق منها الشيكل) - أشياء مفيدة مباشرة في حد ذاتها، لكن في بعض الأحيان لم تكن سوى عناصر جذابة مثل الودع، أو الخرز التي كان يتم تبادلها مقابل السلع الأكثر فائدة. المعادن النفيسة، والتي صنعت منها العملات المعدنية المبكرة، كانت تندرج في التصنيف الثاني.

## التاريخ

### ما قبل المال
يعدّ المال بشكل ما جزءاً من التاريخ البشري لما لا يقل عن 3000 سنة ماضية. وقبل ذلك الوقت تفترض معظم الأبحاث بأن في تلك العصور كانت تقومُ عمليات التبادل التجاري بين الأفراد والتجمعات السكانية بموجب عقود التجارة الحجرية، والتي عُرفت فيما بعد بأعمال المقايضة، حيث كانت السلعُ هي الثمن أيضاً ، فيقوم البيعُ على سلعةٍ ودفعُ قيمتها بسلعةٍ أو خدمةٍ أخرى ، وبذلك يكون المشتري قد سدّد الثمن، وتتمثل ماهيّة المقايضة بكونها تجارة مباشرة للسلع والخدمات، ويُمثّل بذلك بمثال: «أعطيك فأساً حجرياً إذا ساعدتني بقتل جاموس»; لكن مثل هذه الترتيبات تأخذ وقتاً ويجب في هذه الحالة إيجاد شخص يعتقد أن الفأس تبادلٌ عادلٌ لمواجهة عملاق ولا ينظر بعين الرضا لاصطياده وفي حال لم يفلح ذلك يتوجب حينها تغيير الصفقة إلى حين إيجاد شخص يوافق على هذه الشروط، ومن هنا يتبين أن الإنجازات التي حققها المال هو زيادة سرعة إنجاز العمل سواءً بقتل جاموس أو بناء نصب تذكاري.
استعمل حجر الزجاج البركاني الأسود في العصر الحجري كمادة لها قيمة قبل 17 ألف عام، وقبل 9000 عام اُستعملت الحبوب والزراعة والماشية كمادة للمقايضة.
وبشكل تدريجي بدأت بالظهور عملات عصور ما قبل التاريخ حيث كانت تنطوي على وسائط مثل جلود الحيوانات والملح والأسلحة من ثم تطورت على مر القرون، حيث كان تداول هذه السلع يقوم بدور وسيط للتبادل بالرغم من كونها مازالت قابلة للتداول كوحدات لها قيمة، حيث نجد بأن نظام المقايضة والتجارة السريعة عبر العالم مازال قائماً حتى اليوم في بعض من أجزاء العالم.

### البداية من الدولة الصينية
منذ حوالي أكثر من 1100 سنة قبل الميلاد انتقلت الصين من استخدام الأدوات الحقيقية والأسلحة كوسيط للتبادل واستخدمت نماذج مقلدة صغيرة لذات الأدوات بقالب برونزي وبما أنه لم يعد هناك رغبة لأحد بمد يده لجيبه وجرحها بسهم حاد قرروا التخلي عن الخناجر الصغيرة والمجارف والمعاول لأدوات أقلّ أذى وتحولوا إلى استخدام أدوات معدنية على شكل دائرة وأصبحت البداية الفعلية لأول النقود المعدنية.
وعلى الرغم من أن الصين كانت أول بلد استخدم النقود المعدنية لكن أول صكٍّ للنقود المعدنية تم إنشاؤه في مكان ليس بعيد في ليديا والتي تقع الآن غرب تركيا.

### النقود المعدنية والعملات
في فترة حكم ألياتس ملك ليديا(610ق.م - 560ق.م)تم صك أول عملةٍ رسمية، وكانت مصنوعة من الالكتروم وهو خليط من الفضة والذهب يحدث بشكل طبيعي، وتم ختمها مع صور تمثل فئات العملات، وبالتالي ساهمت هذه العملة بزيادة تجارة البلد الداخلية والخارجية ما جعلها أغنى إمبراطورية في آسيا الصغرى، ومن المُثير للاهتمام أنه حين يُقال على شخص غني إنه شبيه بكروسيوس فهذه إشارة منهم إلى ملك ليديا الأخير الذي صكّ أول قطعة نقود ذهبية.
وعندما بدأت ليديا بأخذ زمام المبادرة لتطوير العملة في عام 600 قبل الميلاد كانت الصين تنتقل من القطع النقدية المعدنية إلى الأوراق المالية وبحلول وقت زيارة ماركو بولو عام 1200 ميلادي كان الإمبراطور له سيطرة جيدة لكل من الكتلة النقدية وتنوع فئاتها وفي المكان الذي يكتب فيه على الأوراق المالية الأمريكية عبارة (باسم الله الذي نثق به) فإن عبارة النقود الصينية كانت تحذر بأن (كل مزوِّر للعملة سيقطع رأسه).

### نشأة العملة الورقية
استمر الأوروبيون باستخدام القطع النقدية المعدنية لغاية عام 1600 بفضل عمليات الاستحواذ على المعادن الثمينة من المستعمرات للحفاظ على صك المزيد والمزيد من النقود، وفي نهاية المطاف بدأت البنوك باستخدام أوراق نقدية للمودعين والمقترضين لحملها بدلاً من القطع النقدية المعدنية هذه الأوراق النقدية كان من الممكن أخذها إلى البنك في أي وقت وتبديلها بقيمة تقابلها من القطع النقدية الذهبية أو الفضية وكانت الأوراق المالية تستخدم لشراء البضائع وتشغيلها مثل كثير من العملات اليوم لكنها صدرت من قبل البنوك والمؤسسات الخاصة وليس من قبل الحكومة التي هي الآن مسؤولة عن إصدار العملة في معظم البلدان.
إن أول عملة ورقية صدرت من قبل الحكومات الأوروبية كان صدورها من قبل حكومات المستوطنين شمال أمريكا لأن الشحنات بين أوروبا والمستوطنات كانت تستغرق وقتاً طويلاً مما أدى إلى نفاد النقد لدى المستوطنين بسبب توسع عملياتهم وبدلاً من العودة لنظام المقايضة استخدمت الحكومات الاستعمارية سند الإقرار بالدَّين كعملة للتبادل وأول مرة تم استخدامها كان في كندا ثم في مستعمرة فرنسا وفي عام 1685 أصدر الجنود بطاقات اللعب مصنفة على فئات وموقعة من قبل المحافظ لاستخدامها كنقود بدلاً من النقود المعدنية في فرنسا.
إن الانتقال إلى النقد الورقي في أوروبا زاد من كمية التجارة العالمية وبدأت البنوك والطبقات الحاكمة بشراء العملات من بلدان أخرى وأنشأت أول سوق للعملات وبالتالي كان استقرار ملكية أو حكومة ما يؤثر على قيمة العملة في بلد وقدرة هذه الدولة على التجارة في الأسواق العالمية.
إن المنافسة بين الدول غالباً ما كانت تقود إلى حرب عملات بين بعضها، حيث تقوم الدول المتنافسة بمحاولة التأثير على عملة المنافسين من خلال رفع قيمة عملتها (الدول المتنافسة) وجعل بضائع العدو باهظة الثمن من خلال خفض قيمتها (الدول المنافسة) وخفض القيمة الشرائية للعدو وبالتالي خفض القدرة على الدفع أو عن طريق القضاء على العملة بالكامل.

### حرب العملات
لعب المال دوراً هاماً في كل حرب منذ نشأتها حيث تلاعب الملوك القدماء بنسب المعادن الثمينة في كل عملاتهم المعدنية لإنشاء المزيد من المال وذلك لحشد الجيوش كما حاول أسياد الإقطاعيين تقويض خزائن منافسيهم من إقطاعيين آخرين وحاول المزورون تقليدها عبر التاريخ، ومع ذلك فإن أشهر حرب للعملات تلك التي جرت بين الإمبراطورية البريطانية ومستعمراتها في أمريكا.
في القرن السابع عشر كانت إنكلترا مصرة على السيطرة على كل من المستعمرات الأمريكية والمصادر الطبيعية التي تسيطر عليها، وللقيام بذلك حدد الإنكليز المعروض من المال وأقروا إنه من غير القانوني للمستعمرات القيام بصك أو طباعة نقود معدنية خاصة بهم وبدلاً عن ذلك أُجبِرَت المستعمرات على التجارة باستخدام أوراق العملات الإنكليزية للتبادل بحيث لا يمكن استبدالها إلا بالبضائع الإنكليزية، حيث كان يتم الدفع للمستعمرين مقابل بضائعهم بذات الأوراق المالية وبالتالي فعلياً لم يتمكنوا من التعامل بالتجارة مع دول أخرى.
ورداً على ذلك عادت المستعمرات مرةً أخرى إلى الوراء مستخدمةً نظام المقايضة من خلال الذخيرة والتبغ والمسامير والفراء وكل ما يمكن أن يتم التداول به وأيضا جمع المستعمرون كل ما يستطيعون من عملات أجنبية الأكثر شعبية لتبدو أكبر مثل الفضة والدولار الإسباني الكبير الحجم، حيث كانت تسمى ثُمانية الأجزاء لأنه عندما كان يريد أحد ما دفع «فراطة» كان يتوجب عليه أن يسحب سكينته ويقسمها إلى ثمانية قطع صغيرة، ومن هنا جاء تعبير (قطعتان صغيرتان) والمقصود بها ربع من الدولار.
كانت ماساشوستس أول مستعمرة تتحدى بريطانيا، حيث قامت في عام 1652 بصكِّ نقودها المعدنية الفضية الخاصة بها متضمنة شجرة الصنوبر وشجرة السنديان وتحدّوا من خلالها القانون البريطاني الذي كان يرفض أن يتم إصدار العملات إلا من قبل إمبراطور بريطانيا وقاموا بوضع كل عملاتهم بتاريخ 1652 – وهي الفترة التي لم يكن في حينها أيّ ملك-، وفي عام 1690 أصدرت ولاية ماساشوستس أول ورقة مالية خاصة بها أطلقت عليها اسم أوراق الدين.

### العملة القارية
استمرت التوترات بين أميركا وبريطانيا بالتصاعد حتى اندلاع الثورة في عام 1775، حيث أعلن قادة المستعمرات استقلالهم وأنشؤوا عملة جديدة دعيت بـ«العملة القارية» لتمويل جانبهم من الحرب، لكن للأسف فإن كل حكومة طبعت المزيد مما كانت تحتاجه دون الارتكاز على معيار أو أصول، ما جعل العملة القارية تشهد تضخماً سريعاً وأصبحت بلا قيمة بالكامل ما أدى إلى تثبيط الحكومة عن استخدام الأوراق المالية لمدة قرن تقريباً.
ما بعد الثورة
إن الفوضى التي خلّفتها الحرب تركت النظام النقدي في أمريكا محطماً بشكل كامل، وكانت معظم العملات التي طبعتها الولايات المتحدة الأمريكية حديثاً في ذاك الوقت عديمة القيمة، وتمّ حل المشكلة بعد مضي 13 عاماً أي سنة 1788 عندما تم منح الكونغرس صلاحيات دستورية لصك النقود المعدنية وتحديد قيمتها حينها أسس الكونغرس نظاماً نقدياً وطنياً وأنشأ الدولار كوحدة رئيسية للمال وكان هناك معيار ثنائي المعدنين الفضة والذهب حيث كان يتم تقدير قيمة الدولار بهما وكان يتم استخدامهما كنقود.
استغرق الأمر 50 سنة لإخراج كل النقود المعدنية الأجنبية المنافسة من التداول وفي أوائل عام 1800 كانت الولايات المتحدة مستعدة لإعادة تجربة طباعة الأوراق النقدية مرة ثانية وكان حينها يتم التداول بالأوراق النقدية ولكن بسبب إصدار البنوك الكثير من الأوراق النقدية أكثر مما كان بحوزتها من النقود المعدنية لتغطيتها، جعل الأوراق النقدية يتم تداولها بأقل من قيمتها الاسمية.
في عقد الستينات من القرن التاسع عشر أصدرت الولايات المتحدة أكثر من 400 مليون دولار واعتبرتها وسيلة دفع قانوني لتمويل الحرب الأهلية، وكانت تدعى بالعملة الخضراء لسبب بسيط أنه كان ظهر الورقة النقدية يُطبع باللون الأخضر، حيث دعمت الحكومة هذه العملة وصرحت إنه يمكن استخدامها لإعادة دفع الديون العامة والخاصة ولكن قيمتها تغيرت وفقاً لنجاح أو فشل أمريكا الشمالية في مراحل محددة من الحرب، وتم إصدار الدولارات الكونفدرالية أيضاً خلال القرن التاسع عشر والتي أصبحت بلا قيمة نهاية الحرب.

### أعقاب الحرب الأهلية
بعد النصر الذي حققته أمريكا أصدرت الولايات المتحدة قانون البنك الوطني من الكونغرس بتاريخ (شباط 1863) وأسس هذا القانون نظاماً نقدياً بحيث تصدر البنوك الوطنية أوراقاً نقدية مدعومة من قبل سندات الحكومة الأمريكية ثم امتصت الحكومة الأوراق النقدية للبنوك من خلال زيادة الضرائب وعملت وزارة الخزانة الأمريكية للحصول على دولارات خضراء لإخراجها من التداول وبالتالي أصبحت الأوراق النقدية للبنوك الوطنية هي العملة الوحيدة.
خلال فترة إعادة البناء كان الكثير من الجدل حول ثنائية معدنية لمرجعية الدولار، البعض كان يستخدم الفضة لدعم الدولار والبعض الآخر كان يستخدم الذهب وتم حل المشكلة في عام 1900 عندما تم تمرير قانون معيار الذهب ويعني هذا نظرياً أنه بإمكانك أن تأخذ أموالك إلى قلعة فوركس وتبادلها بقيمة معادلة للذهب ومن البدع التي تم إيجادها كان البنك الفيدرالي الاحتياطي والذي بدأ عام 1913 حيث منح مجلس الاحتياط الفيدرالي سلطة لتوجيه الاقتصاد من خلال التحكم بالمعروض من المال وأسعار الفوائد على القروض.

### فقدان دور الذهب
في عام 1971 أُخرج الدولار الأمريكي من معيار الذهب وأهمية هذا الابتعاد عن المعيار الذهبي أنه أصبح بالإمكان خلق مزيد من المال أكثر مما لو بقي مدعوماً بالذهب ولم يعد تقرير قيمة النقود وفقاً لقوة الشراء التي يمليها التضخم، وكان هناك كثير من الناس يعتقدون أن هذا الأمر سيسبب نهاية الدولار بنفس الطريق التي انتهت إليها العملة القارية وبأن هناك خطراً من أن يفقد الدولار قيمته لكن تم دعم الدولار بفضل ازدهار الاقتصاد الأمريكي حينها وكان يعتقد البعض بأنه إذا انهار الاقتصاد فإن سعر الدولار الأمريكي سوف يهبط محلياً بسبب التضخم وعالمياً من خلال سعر صرف العملات كما أن انهيار الاقتصاد الأمريكي سيؤدي إلى إغراق العالم بعصر مالي مظلم ولذلك فإن العديد من البلدان والكيانات كانت تعمل دون كلل لضمان عدم حدوث ذلك.